# Municipalità di Tasman
La municipalità di Tasman è una delle 29 local government areas che si trovano in Tasmania, in Australia. Essa si estende su di una superficie di 660 chilometri quadrati ed ha una popolazione di 2.317 abitanti. La sede del consiglio si trova a Nubeena.
La municipalità comprende le penisole di Forestier e di Tasman e le piccole isole adiacenti tra cui Tasman Island. Tutta l'area fa parte del Tasman National Park. Altri insediamenti sono Port Arthur e Koonya.